# 塔亞班巴區
塔亞班巴區（西班牙語：Distrito de Tayabamba），是秘魯的一個區，位於該國西北部拉利伯塔德大區的帕塔斯省，面積339.13平方公里，海拔高度3,203米，2005年人口12,645，人口密度每平方公里37人。
8°16′36″S 77°17′47″W / 8.27667°S 77.29639°W